# Zhao Xuri
Zhao Xuri (förenklad kinesiska: 赵旭日; traditionell kinesiska: 趙旭日; pinyin: Zhào Xùrì), född den 3 december 1985 i Dalian i Liaoning, är en kinesisk professionell fotbollsspelare. Sedan 2012 spelar han för den kinesiska klubben Guangzhou Evergrande i Chinese Super League.

## Klubbkarriär
Zhao påbörjade sin proffskarriär i Dalian Sidelong, som då spelade i Chinese Leaue One. Han var med i klubbens trupps under hela 2002 men fick inte någon chans i några matcher. Säsongen därpå gick han istället över till klubben Sichuan Guancheng i Chinese Super League. Under den säsongen så skulle han snabbt få förtroende av klubbens tränare och spelade under hela säsongen 27 ligamatcher och gjorde 2 mål i hans debutsäsong. Följande säsong var tuffare för den unga kinesen, han var skadad under stora delar av säsongen och spelade endast 9 ligamatcher för klubben. Trots få matcher spelade så skulle han att få ett erbjudande från Dalian Shide, där han även spelade och vann ligan följande säsong.
Den 26 december 2012 bekräftades det att Guangzhou Evergrande köpt honom från Guizhou Renhe som han säsongen innan hade tillhört. Han gjorde sin officiella debut för klubben den 25 februari 2012 mot Tianjin Teda i Chinese FA Super Cup som slutade 2–1 i Guangzhous favör. Han gjorde sitt första mål för klubben den 21 juli 2012 i en bortamatch som slutade 2–1 i Guangzhous favör mot Henan Jianye.

## Landslagskarriär
Zhao Xuris framgångar i Sichuan Guancheng var tillräckliga för att han skulle kallas till det kinesiska landslaget för att spela i Östasiatiska mästerskapet 2003. Den 7 december 2003 gjorde han sin debut mot Sydkorea, en match som Kina förlorade med 1–0. I samma turnering skulle han även göra sitt första mål, detta mot i en match mot Hongkong den 10 december som vanns med 3–1.
Säsongen 2008 deltog Zhao i de olympiska spelen där han fick få spela 2 av 3 gruppspelsmatcher. Nästa landskamp han fick spela var den 29 maj 2009 då Kina mötte Tyskland i en vänskapsmatch som slutade 1–1. Efter denna matchen så etablerade Zhao sig i laget och är numera lagets förstaval som defensiv mittfältare.

## Meriter

### Inom klubblag
Dalian Shide
- Chinese Super League: 2005
- Chinese FA Cup: 2005

Guangzhou Evergrande
- Chinese Super League: 2012
- Chinese FA Cup: 2012
- Chinese FA Super Cup: 2012

### Inom landslag
Kina
- Östasiatiska mästerskapet i fotboll: 2005, 2010